# International Research and Exchanges Board
International Research & Exchanges Board (IREX) est une organisation internationale à but non lucratif spécialisée dans l'éducation et le développement à l'échelle mondiale. IREX travaille avec des partenaires dans plus de 100 pays.

## Histoire
IREX a été créé en 1968 par le Conseil américain des sociétés savantes, la Fondation Ford, le Social Science Research Council et le Département d'État des États-Unis,,. IREX a mené des échanges universitaires entre les États-Unis et l'Union soviétique jusqu'à la chute du rideau de fer.
Après l'effondrement de l'Union soviétique, IREX a mis en œuvre des projets pour soutenir les réformes démocratiques et renforcer les organisations. IREX a administré des programmes pour mener des échanges éducatifs, renforcer la société civile dans les pays en développement, accroître l'accès à Internet et fournir une formation et un soutien aux journalistes et aux médias,.

## Activités
IREX conçoit et met en œuvre des programmes axés sur la société civile, l'éducation, le genre, la gouvernance, le leadership, les médias, la technologie et la jeunesse.
Ces programmes comprennent la bourse Mandela Washington pour les jeunes leaders africains, le World Smarts STEM Challenge, et Learn to Discern, qui a été discuté pour son approche visant à aider les citoyens à reconnaître la désinformation et les fausses nouvelles,.